# Barbara A. Schaal

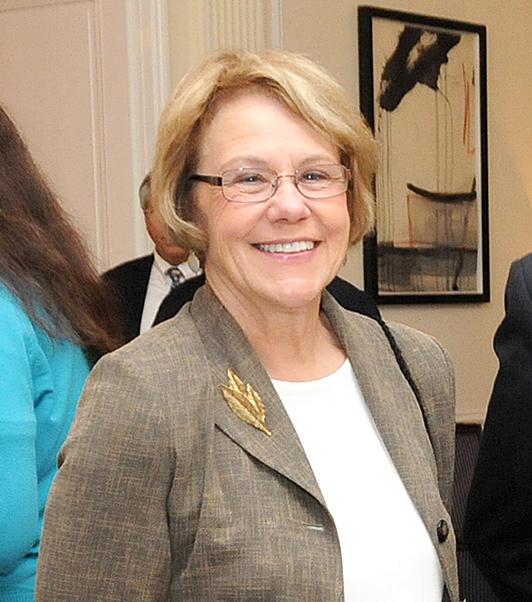
Barbara Schaal

Barbara Anna Schaal (* 1947 in Berlin) ist eine US-amerikanische Evolutionsbiologin deutscher Abstammung. Sie lehrt als Professorin an der Washington University in St. Louis.
Sie untersucht Prozesse wie Genfluss, geographische Differenzierung und Domestizierung von Kulturpflanzen mithilfe von molekulargenetischen Methoden.
Von 1995 bis 1996 war sie Präsidentin der Botanical Society of America (BSA). Seit 2009 ist sie für PCAST, das Beratungsgremium des US-Präsidenten, tätig.
1999 wurde sie in die National Academy of Sciences, 2006 in die American Academy of Arts and Sciences, 2023 zum Mitglied der American Philosophical Society gewählt. 2017 war sie Präsident der American Association for the Advancement of Science (AAAS).
2004 verlieh ihr die Yale University die Alumni-Auszeichnung Wilbur Cross Medal.